# Élections législatives de 1956 dans l'Oise
Les élections législatives de 1956 dans l'Oise sont des élections françaises qui ont eu lieu le 2 janvier 1956 dans le département de Oise dans le cadre des élections législatives françaises de 1956, sous la IVe République.
Ce sont les dernières élections législatives de la Quatrième république, après les élections de novembre 1946 et de juin 1951.

## Mode de scrutin
L'Assemblée nationale est composée de 626 sièges pourvus au scrutin proportionnel plurinominal suivant la règle de la plus forte moyenne dans le cadre départemental, sans panachage.
Le vote préférentiel est admis, en inscrivant un numéro d'ordre en face du nom d'un, de plusieurs ou de tous les candidats de la liste. Mais l'ordre ne pourra être modifié que si au moins la moitié des suffrages portés sur la liste est numéroté. Dans les faits les modifications ne dépasseront jamais les 7%.
La loi électorale du 7 mai 1951, dite loi des apparentements, reste en vigueur. Elle permet à la base une répartition des sièges à la représentation proportionnelle dans le département, mais si des listes « apparentées » avant le déroulement du scrutin obtiennent ensemble une majorité absolue de suffrages exprimés, elles reçoivent directement tous les sièges à pourvoir.
Dans le département de Oise cinq députés sont à élire.

## Élus
| Député sortant | Parti | Parti | Député élu ou réélu | Parti | Parti    |
| -------------- | ----- | ----- | ------------------- | ----- | -------- |
| André Mercier  |       | PCF   | André Mercier       |       | PCF      |
| Amand Brault   |       | PCF   | Marcel Mérigonde    |       | SFIO     |
| Jean Legendre  |       | CNIP  | Jean Legendre       |       | CNIP     |
| Louis Prache   |       | RGR   | Robert Hersant      |       | Rad-soc  |
| Pierre Patria  |       | ARS   | François Bénard     |       | RÉ-RGRIF |

## Résultats

### Résultats à l'échelle du département
- Un apparentement de type Front Républicain se noue entre les listes Rad-soc, SFIO et UDSR-CRAP.
- Un autre est conclu en soutien à la majorité sortante, entre les listes CNIP-RGR-ARS, Réf. État-RGRIF et MRP.

Les listes barrées se sont retirées avant le jour du scrutin, mais sont toujours enregistrées par la préfecture.
| Parti    | Parti           | Tête de liste     | Résultats | Résultats | Appar. | Appar. | Sièges |
| Parti    | Parti           | Tête de liste     | Voix      | %         | Voix   | %      | Nb.    |
| -------- | --------------- | ----------------- | --------- | --------- | ------ | ------ | ------ |
|          | Rad-soc         | Robert Hersant    | 75 264    | 35,23     | 47 134 | 22,06  | 1 1    |
|          | SFIO            | Marcel Mérigonde  | 75 264    | 35,23     | 24 107 | 11,28  | 1 1    |
|          | UDSR-CRAP       | Maurice Chevance  | 75 264    | 35,23     | 4 023  | 1,88   | -      |
|          | CNIP-RGR-ARS    | Jean Legendre     | 60 309    | 28,23     | 33 572 | 15,71  | 1 2    |
|          | Réf. État-RGRIF | François Bénard   | 60 309    | 28,23     | 17 753 | 8,31   | 1 1    |
|          | MRP             | Eugène Delahoutre | 60 309    | 28,23     | 8 984  | 4,21   | -      |
|          | PCF             | André Mercier     | 58 721    | 27,48     | -      | -      | 1 1    |
|          | UFF             | Charles Leemans   | 17 580    | 8,23      | -      | -      | -      |
|          | G. ind-JR       | Serge Woronoff    | 0         | 0,00      | -      | -      | -      |
|          | PRRES           | Roger Boulanger   | 0         | 0,00      | -      | -      | -      |
|          | PRP             | André Trancart    | 0         | 0,00      | -      | -      | -      |
|          |                 |                   |           |           |        |        |        |
| Inscrits | Inscrits        | Inscrits          | 253 173   | 100,00    |        |        | 5      |
| Votants  | Votants         | Votants           | 221 174   | 87,36     |        |        |        |
| Exprimés | Exprimés        | Exprimés          | 213 654   | 96,60     |        |        |        |